# Limo (agrume)

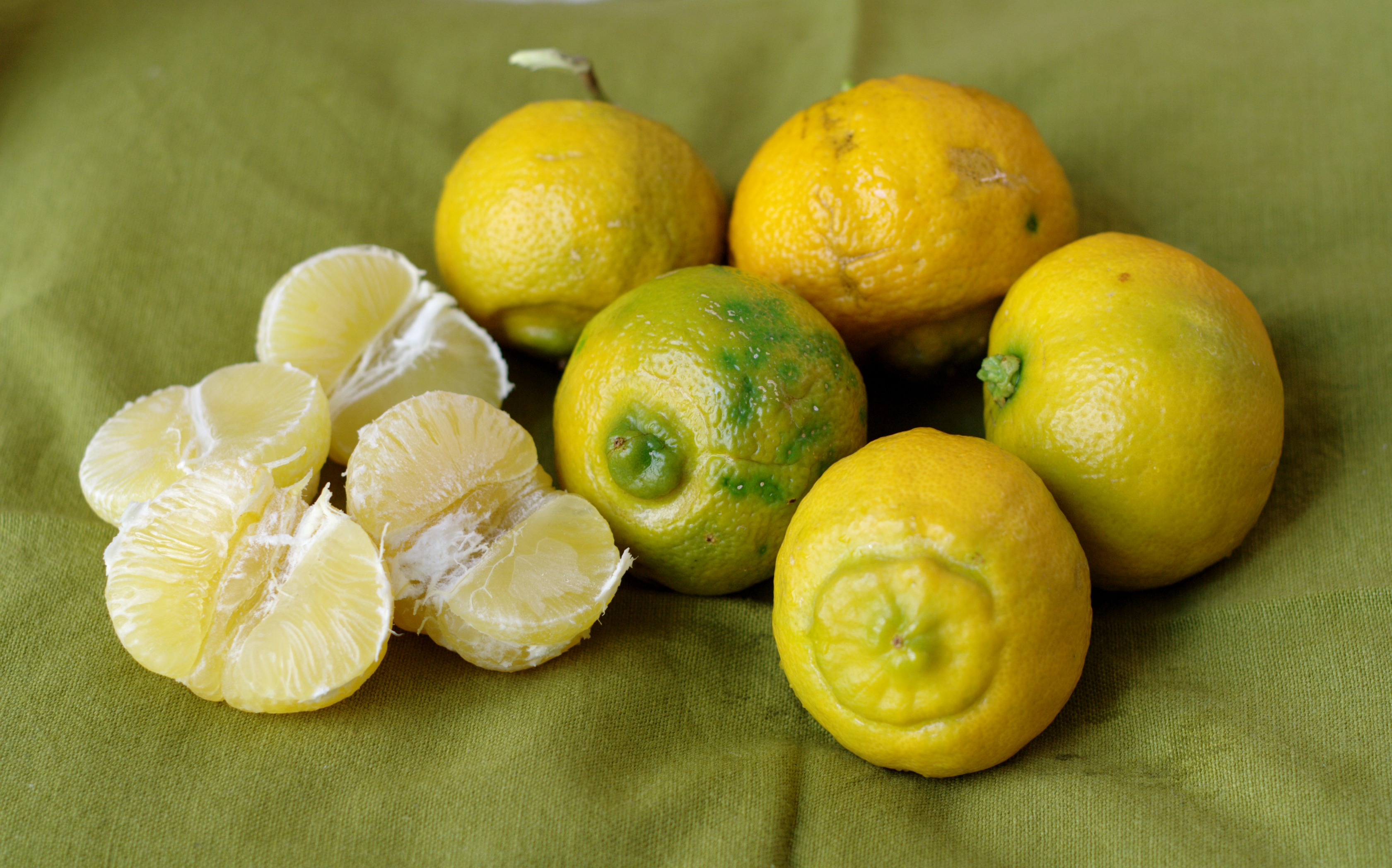
Alcuni frutti di limo napoletano con e senza buccia.

Il limo è una varietà di agrume napoletana del genere 
Citrus simile al bergamotto o alla limetta palestinese, ormai divenuto estremamente raro da reperire in commercio, ma ancora presente, seppur raramente, in alcuni orti e giardini privati.

## Descrizione
Il frutto è di forma rotonda, dal diametro di circa 5 cm, e con una piccola punta terminale dove presenta anche una piccola calotta dal diametro di circa 2–3 cm. Ha la buccia sottile e gialla, talvolta con note verdastre, anche nel frutto maturo. Il frutto ha spicchi di colore tra il giallo ed il verde di sapore delicato, non agre, e molto aromatico.
Occorre discernerlo dalle varietà di lime o limetta Citrus aurantiifolia o Citrus × latifolia, le quali presentano un aroma completamente diverso, e con le quali viene talvolta confuso anche in alcuni documenti ufficiali.

## Impieghi
Veniva impiegato tradizionalmente, nella cucina napoletana, per preparare il liquore ai quattro agrumi (limone, arancia, mandarino e, appunto, limo), una volta più popolare dell'ormai diffusissimo limoncello.

## Fonti
È molto difficile reperirne fonti in letteratura. Viene citato in un testo di Aurelio Fierro appunto per la preparazione del liquore agli agrumi.